# Jurij Dolgorukij di Kiev
Jurij (Georgij) Vladimirovič Dolgorukij (in russo Юрий Владимирович Долгорукий?; in ucraino Юрій Володимирович Довгорукий?, Jurij Volodymyrovyč Dovhorukyj; Perejaslav, 1094/5 – Kiev, 15 maggio 1157) fu un principe del Vladimir-Suzdal', figura chiave nella transizione del potere politico dalla Rus' di Kiev a tale principato. Regnò come Principe di Suzdal' dal 1125; fu Principe di Perejaslavl' intorno al 1133 e in seguito dal 1134 al 1136; ricoprì la carica di Gran Principe di Kiev dal settembre 1149 all'aprile 1150, nel 1151 e poi di nuovo dal marzo 1155 al maggio 1157.

## Attività politica a Rostov e Suzdal'
Figlio di seconde nozze di Vladimir II Monomaco, nacque in un anno ad oggi ignoto; alcuni resoconti storici riportano, tuttavia, una frase che il fratello maggiore Vjačeslav gli avrebbe rivolto («Io sono molto più vecchio di te: quando tu nascesti io avevo già la barba») che fa ritenere, con una certa approssimazione (dato che Vjačeslav nacque nei primi anni '80 dell'XI secolo), che Jurij fosse nato tra il 1095 e il 1097. Ebbe in moglie prima Anna, figlia di Aepi Khan dei Poloviciani, e in seguito una principessa bizantina.
Fu inviato dal padre al Governo del principato di Rostov, provincia settentrionale della Rus'. Qui, appena insediatosi, entrò in forte contrasto con i boiari presenti nel capoluogo, tanto che decise di spostare la capitale a Suzdal'. Durante il proprio regno diede ordine di costruire numerose città fortificate nella regione dello Zales'e, che, a causa delle continue invasioni tatare che sconvolgevano il meridione, aveva incominciato a popolarsi. Fondò le città di Sknjatino (1134), Jaropolč-Zalesski (1136), Pereslavl'-Zalesskij, Jur'ev-Polskij, Starodub sul Kljazma (1152) e Dmitrov (1154). Gli è attribuita dalle leggende popolari anche la fondazione degli insediamenti di Tver', Kostroma, e Vologda. Con lui iniziò la linea dinastica dei Grandi Principi di Vladimir e Suzdal'.
Nel 1147 Jurij ebbe un incontro con Svjatoslav Ol'govič in un luogo chiamato Mosca. Tale data è considerata dalla tradizione popolare quella della fondazione della città. La cronaca di Tver' riporta a tal proposito le seguenti parole: «il principe Jurij Volodimerič posò le fondazioni di Mosca all'estuario del fiume Neglinava, dove questo si getta nel fiume Jauza»; tale documento è, però, un testo posteriore di non sicura affidabilità. Nel 1156 Jurij fortificò Mosca con una palizzata di legno e un fossato.

## La lotta per il trono di Kiev

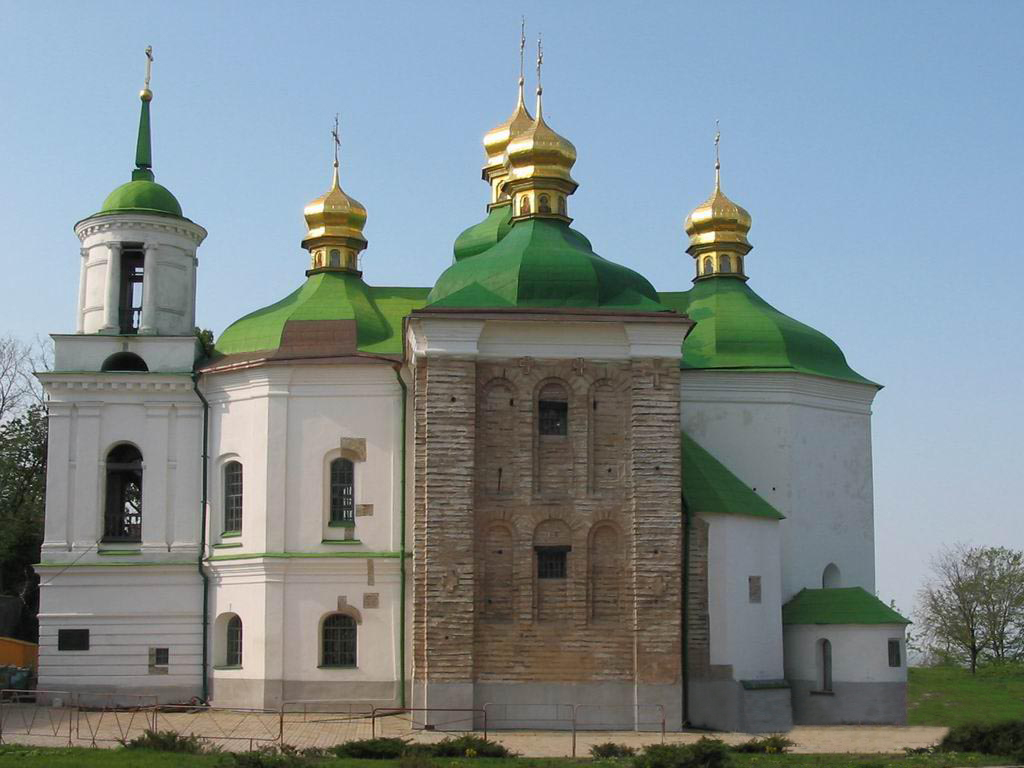
Chiesa del salvatore

Anche se si premurò di rafforzare le terre settentrionali, Jurij si dimostrò interessato principalmente al trono di Kiev. La sua partecipazione attiva agli affari della Rus' gli valsero il soprannome di "Dolgorukij", che può essere tradotto in italiano come "colui che è dotato di lunghe braccia". Suo fratello maggiore Mstislav I di Kiev morì nel 1132 e la sua morte scatenò nello Stato una sanguinosa guerra civile, nel corso della quale Jurij dichiarò guerra al Principe di Černihiv, impose il proprio figlio sul soglio di Novgorod e occupò Pereslavl'-Zalesskij. Quando gli abitanti di Novgorod lo tradirono, egli reagì assediando la loro fortezza principale, Toržok.
Nel 1147 Jurij riprese la lotta per la conquista di Kiev, che occupò due anni più tardi. Nel 1151 fu cacciato dal trono dal nipote Izjaslav II, ma vi fece ritorno nel 1155, dopo la morte di quest'ultimo e la vittoria su Izjaslav III. Suggellò un'alleanza con il Principato di Galizia dando in sposa sua figlia Olga a Jaroslav, figlio di Vladimirko. Jurij morì improvvisamente il 15 maggio 1157 e fu seppellito nella chiesa del Salvatore in Berestovo, in cui la sua tomba fu tuttavia successivamente trovata vuota.

## Commemorazioni
Numerose sono le onorificenze postume attribuite dai cittadini russi a questo personaggio storico: Mosca, per esempio, ha inserito nel proprio stemma il proprio santo patrono (San Giorgio), gli ha dedicato una statua equestre in una sua via centrale (via Tverskaja) e nel 1947 ha coniato una medaglia con la sua effigie in ricordo dell'800º anniversario della fondazione della città; con il suo nome, inoltre, è stato battezzato un sottomarino nucleare.

## Ascendenza
|                                   |   |                      | Genitori              |  |  | Nonni |  |  | Bisnonni                |  |  | Trisnonni               |  |
|                                   |   |                      |                       |  |  |       |  |  | Jaroslav I Vladimirovič |  |  | Vladimir I Svjatoslavič |  |
|                                   |   |                      |                       |  |  |       |  |  | Jaroslav I Vladimirovič |  |  | Vladimir I Svjatoslavič |  |
|                                   |   | Rogneda di Polack    |                       |  |  |       |  |  | Jaroslav I Vladimirovič |  |  |                         |  |
| Vsevolod I Jaroslavič             |   |                      |                       |  |  |       |  |  | Jaroslav I Vladimirovič |  |  |                         |  |
|                                   |   | Ingegerd Olofsdotter | Olof III di Svezia    |  |  |       |  |  |                         |  |  |                         |  |
|                                   |   | Ingegerd Olofsdotter | Olof III di Svezia    |  |  |       |  |  |                         |  |  |                         |  |
|                                   |   | Ingegerd Olofsdotter | Estrid degli Obotriti |  |  |       |  |  |                         |  |  |                         |  |
| Vladimir II Vsevolodovič Monomaco |   | Ingegerd Olofsdotter |                       |  |  |       |  |  |                         |  |  |                         |  |
|                                   |   | Costantino IX        | Teodosio Monomaco     |  |  |       |  |  |                         |  |  |                         |  |
|                                   |   | Costantino IX        | Teodosio Monomaco     |  |  |       |  |  |                         |  |  |                         |  |
|                                   |   | Costantino IX        | …                     |  |  |       |  |  |                         |  |  |                         |  |
| Anastasia di Bisanzio             |   | Costantino IX        |                       |  |  |       |  |  |                         |  |  |                         |  |
|                                   |   | …                    | …                     |  |  |       |  |  |                         |  |  |                         |  |
|                                   |   | …                    | …                     |  |  |       |  |  |                         |  |  |                         |  |
|                                   |   | …                    | …                     |  |  |       |  |  |                         |  |  |                         |  |
| Jurij Vladimirovič Dolgorukij     |   | …                    |                       |  |  |       |  |  |                         |  |  |                         |  |
|                                   | … | …                    |                       |  |  |       |  |  |                         |  |  |                         |  |
|                                   | … | …                    |                       |  |  |       |  |  |                         |  |  |                         |  |
|                                   | … | …                    |                       |  |  |       |  |  |                         |  |  |                         |  |
| …                                 | … |                      |                       |  |  |       |  |  |                         |  |  |                         |  |
|                                   |   | …                    | …                     |  |  |       |  |  |                         |  |  |                         |  |
|                                   |   | …                    | …                     |  |  |       |  |  |                         |  |  |                         |  |
|                                   |   | …                    | …                     |  |  |       |  |  |                         |  |  |                         |  |
| Eufemia                           |   | …                    |                       |  |  |       |  |  |                         |  |  |                         |  |
|                                   |   | …                    | …                     |  |  |       |  |  |                         |  |  |                         |  |
|                                   |   | …                    | …                     |  |  |       |  |  |                         |  |  |                         |  |
|                                   |   | …                    | …                     |  |  |       |  |  |                         |  |  |                         |  |
| …                                 |   | …                    |                       |  |  |       |  |  |                         |  |  |                         |  |
|                                   |   | …                    | …                     |  |  |       |  |  |                         |  |  |                         |  |
|                                   |   | …                    | …                     |  |  |       |  |  |                         |  |  |                         |  |
|                                   |   | …                    | …                     |  |  |       |  |  |                         |  |  |                         |  |
|                                   |   | …                    |                       |  |  |       |  |  |                         |  |  |                         |  |